# 陆华柏
陆华柏（1914年—1994年），笔名花白、芦花白、虫蛇轩主人等，男，祖籍江苏武进，生于湖北荆门，中国作曲家，曾任中国音乐家协会理事。